# Wirtschaftsrecht der DDR
Das Wirtschaftsrecht der DDR umfasste die rechtlichen Regelungen zur Gestaltung des Waren- und Dienstleistungsverkehrs in der DDR im Rahmen der staatlichen Planvorgaben (fünfjährige Planungsordnung, jährlicher Volkswirtschaftsplan).

## Allgemeines
Während die meisten sozialistischen Staaten an der formalen Einheit des Zivilrechts festhielten, leitete die DDR schon 1951 mit der Verordnung über die Einführung des Allgemeinen Vertragssystems in der volkseigenen und der ihr gleichgestellten Wirtschaft (VVO) die Trennung des Wirtschafts- vom Zivilrecht ein. Das neue Wirtschaftsrecht ersetzte gewissermaßen im Bereich der sozialistischen Wirtschaftssubjekte die alten sonderprivatrechtlichen Normen des Handels- und Gesellschaftsrechts, die gleichwohl formal in Kraft blieben. Anders als in der Tschechoslowakei mit dem Wirtschaftsgesetzbuch von 1964 kam es in der DDR jedoch nicht zu einer umfassenden Kodifikation des Binnenwirtschaftsrechts. Stattdessen bildete ab 1957 das Vertragsgesetz die Hauptnorm, flankiert von zahlreichen weiteren Regelungen. Im Außenwirtschaftsrecht war zwischen Beziehungen zu RGW-Ländern einerseits und Ländern des nichtsozialistischen Wirtschaftsgebiets (NSW) andererseits zu unterscheiden.

## Wirtschaftssubjekte
Entsprechend der Dreigliederung des sozialistischen Eigentumsbegriffs (vgl. Art. 10 der DDR-Verfassung von 1968) gab es im Wesentlichen drei Arten sozialistischer Wirtschaftseinheiten:
- volkseigene (staatliche) Wirtschaft: VEB[3] (1989/90: 8.490 Betriebe[4] mit 80 % der Beschäftigten) einschließlich AHB,[5] VVB/Kombinate,[3] VEG (464)[6]
- genossenschaftliche Wirtschaft[7]
  - Produktivgenossenschaften: LPG[8] (3.844),[6] GPG[9] (199),[6] PGB,[10] FPG,[11] PGH[12] (2.718),[13] Rechtsanwaltskollegien[14] (15)
  - Hilfsgenossenschaften: BHG (272), ELG,[15] GfHG,[16] GWG,[17] AWG,[18] KG
- Parteien und gesellschaftliche Organisationen mit ihren Betrieben.

Daneben gab es in geringem Umfang privatrechtliche Wirtschaftssubjekte. Auch der Staat bediente sich bisweilen privater Organisationsformen, insbesondere im Bereich des Außenhandels. Beispiele für Aktiengesellschaften: SDAG Wismut, Deutsche Handelsbank (DHB), Deutsche Außenhandelsbank (DABA), Deutsche Auslands- und Rückversicherungs-AG (DARAG), Mitropa. Beispiele für GmbH: Intercontrol, Intershop, Forum-Außenhandelsgesellschaft, Genex, Kunst und Antiquitäten GmbH.
Staatliche Wirtschaftseinheiten waren im Register der volkseigenen Wirtschaft verzeichnet, das ab 1969 beim Staatlichen Vertragsgericht geführt wurde (zuvor Handelsregister Teil C); andere Wirtschaftssubjekte im Genossenschafts- bzw. Handelsregister, deren Führung ab 1952 bei den Kreisen lag.
Im Rahmen der Währungs-, Wirtschafts- und Sozialunion wurden 1990 die sozialistischen Wirtschaftseinheiten in privatrechtliche Formen überführt (siehe auch Treuhandanstalt).

## Vertragsgesetz
1957 wurde die VVO vom Vertragsgesetz (Langform: Gesetz über das Vertragssystem in der sozialistischen Wirtschaft) abgelöst; dieses erfuhr 1965 und 1982 Revisionen.
Das Vertragsgesetz galt für die binnenwirtschaftliche Betätigung der sozialistischen Wirtschaftseinheiten; subsidiär (z. B. für die Stellvertretung) galt das allgemeine Zivilrecht (ab 1976 das ZGB). In der Fassung von 1982 regelte der dritte Teil des Vertragsgesetzes die Wirtschaftsverträge, darunter im 2. Kapitel die Koordinierungsverträge (§ 35; ehemals: Globalvereinbarungen), im 3. Kapitel die Leistungsverträge (spezielle Typen: Forschungs- und Entwicklungsleistungen § 61, Vergabe wissenschaftlich-technischer Ergebnisse zur entgeltlichen Nutzung § 62, Vorbereitung bzw. Durchführung von Investitionen §§ 63/64, Lieferverträge § 67, Dienstleistungsverträge § 69, Nutzungsverträge § 71) und im 4. Kapitel die Verträge über die gemeinschaftliche Lösung von Aufgaben (Kooperationsverträge, § 73). Der vierte Teil regelte im 1. Kapitel das Recht der Leistungsstörungen (einschließlich Vertragsstrafen, §§ 56/106), der fünfte Teil die Verjährung.
Bei den Verträgen waren staatliche Preisvorgaben (§ 50) und Allgemeine Leistungsbedingungen (ALB, § 18) zu beachten. Es gab einen weitreichenden Kontrahierungszwang. Gleichsam Bindeglied zwischen Vertrag und Plan war die Bilanz.
Neben das Recht der Verträge trat in den 1970er-Jahren im Wirtschaftsrecht die Möglichkeit des Staatlichen Vertragsgerichts, quasi öffentlich-rechtliche Wirtschaftssanktionen zu verhängen (§§ 109/110 Vertragsgesetz 1982).
Daneben bestanden weitere öffentlich-rechtliche Vorschriften von wirtschaftlicher Relevanz, beispielsweise zur Allokation natürlicher Ressourcen.
Zum 1. Juli 1990 wurde das Vertragsgesetz aufgehoben und kurzzeitig durch das nun Gesetz über Wirtschaftsverträge (GW) genannte GIW ersetzt.

## Außenhandel
Der Außenhandel wurde über spezielle Außenhandelsbetriebe abgewickelt. Das Außenwirtschaftsrecht war zweigeteilt:

### Beziehungen zu RGW-Staaten
Im Verhältnis zu Vertragspartnern in RGW-Staaten galten als internationales Einheitsrecht die Allgemeinen Bedingungen für die Warenlieferungen zwischen den Organisationen der Mitgliedsländer des RGW (AB/RGW 1958, ALB/RGW 1968) und ähnliche Bestimmungen. Als Verrechnungseinheit diente der Transferrubel.

### Beziehungen zu anderen Staaten
Im Verhältnis zu Vertragspartnern in anderen Staaten (NSW) galten, sofern kollisionsrechtlich DDR-Recht anzuwenden war, zunächst HGB und BGB, ab 1976 das Gesetz über internationale Wirtschaftsverträge (GIW). Zu nennen ist auch das Seehandelsschiffahrtsgesetz (SHSG).

## Gerichtsbarkeit
Das Staatliche Vertragsgericht war (unter Ausschluss der Zivilgerichte) ursprünglich nur für vertragliche Ansprüche zwischen sozialistischen Wirtschaftseinheiten zuständig („Wahrung der Vertragsdisziplin“). 1963 wurde die Zuständigkeit auf alle vermögensrechtlichen Ansprüche erweitert (also auch außervertragliche, etwa aus Delikt oder Geschäftsführung/Handeln ohne Auftrag). 1972 kamen Kontrollverfahren zur Verhängung von Wirtschaftssanktionen hinzu („Wahrung der Staatsdisziplin“). Themenbereiche in der Spruchpraxis des Vertragsgerichts waren insbesondere Plan–Bilanz–Vertrag, Investitionen, Außenhandel, Wissenschaft und Technik, Versorgung der Bevölkerung, Qualität und Garantie sowie materielle Verantwortlichkeit. Das Vertragsgericht entsprach der sowjetischen Staatsarbitrage.
Das Schiedsgericht bei der Kammer für Außenhandel war für außenwirtschaftliche Schiedsverfahren zuständig. Es war ein Pendant zur Außenhandels-Schiedskommission bei der Handels- und Industriekammer der UdSSR.